# Niger (Prätorianerpräfekt)
Niger (nur das Cognomen ist sicher überliefert) war ein Prätorianerpräfekt unter Kaiser Commodus im Jahr 185 n. Chr.
Niger trat die Nachfolge des Tigidius Perennis an, der im Frühjahr 185 ermordet wurde. Während Marcus Aurelius Cleander in dieser Zeit an Einfluss gewann, wurde Niger als einer von zwei vom Kaiser ernannten Nachfolgern Prätorianerpräfekt. Laut der Historia Augusta übte er dieses Amt jedoch nur sechs Stunden lang aus und führte die Prätorianerkohorten lediglich für kurze Zeit Mitte 185, ohne dass die Namen der Nachfolger des Perennis genannt werden. Es ist möglich, dass er mit Domitius Niger identisch ist, der in der Liste der ersten Ränge und Centurionen der Kohorten von Lambaesis verzeichnet ist.